# Roženica
 Roženica  falu Horvátországban Zágráb megyében. Közigazgatásilag Pokupskóhoz tartozik.

## Fekvése
Zágráb központjától 30 km-re délre, községközpontjától 6 km-re északra az azonos nevű patak völgyében található. A szétszórt településrészek a völgy szélein helyezkednek el.

## Története
A múltban a település sokkal elzártabb volt a forgalom elől mint manapság, mivel a főutak távolabb voltak. Ezért a mezőgazdaság volt lakóinak fő megélhetése. A D-31-es főút megépítése lényegében két részre osztotta. A Roženica I. részhez Hodalji, Markuzi, Mlinarići, Ježoviti, Dolački és Poturice, a Roženica II. részhez Jankeši, Majetići, Sučeci és Šandori telepeülésrészek tartoznak. A forgalom fellendülésével a lakosság száma is növekedett, így Šestak Brdohoz hasonlóan a község egyik olyan települése, ahol a lakosság száma 1857-tel összevetve növekedett. A Háromkirályok tiszteletére szentelt régi kápolnája 1847-ben épült. A régi kápolna nagyon egyszerű volt, kis oltárát 1740-ben készítették, mely a szószékkel együtt több mint száz évig szolgálta a híveket. A kápolnát 1975-ben lebontották és új, falazott kápolnát építettek helyette.
A falunak 1857-ben 259, 1910-ben 442 lakosa volt. Trianon előtt Zágráb vármegye Pisarovinai járásához tartozott. 2001-ben a falunak 314 lakosa volt. 

## Lakosság
| Lakosság változása | Lakosság változása | Lakosság változása | Lakosság változása | Lakosság változása | Lakosság változása | Lakosság változása | Lakosság változása | Lakosság változása | Lakosság változása | Lakosság változása | Lakosság változása | Lakosság változása | Lakosság változása | Lakosság változása |
| ------------------ | ------------------ | ------------------ | ------------------ | ------------------ | ------------------ | ------------------ | ------------------ | ------------------ | ------------------ | ------------------ | ------------------ | ------------------ | ------------------ | ------------------ |
| 1857               | 1869               | 1880               | 1890               | 1900               | 1910               | 1921               | 1931               | 1948               | 1953               | 1961               | 1971               | 1981               | 1991               | 2001               |
| 259                | 333                | 326                | 461                | 446                | 442                | 442                | 440                | 333                | 469                | 464                | 395                | 303                | 323                | 314                |

## Nevezetességei
A Háromkirályok tiszteletére szentelt kápolnáját a régi helyén 1975-ben építették. A régi kápolnából hozták át Szent György és Szent Ignác szobrait és az oltárt, melyet Joža Markuz mester teljesen megújított. 

## Külső hivatkozások
Pokupsko község hivatalos oldala